# RASA4B
RASA4B‏ (RAS p21 protein activator 4B) هوَ بروتين يُشَفر بواسطة جين RASA4B في الإنسان.